# NGC 1450
NGC 1450 ist eine linsenförmige Galaxie vom Hubble-Typ E-S0 im Sternbild Eridanus. Sie ist schätzungsweise 492 Millionen Lichtjahre von der Milchstraße entfernt.
Das Objekt wurde am 22. Oktober 1886 vom US-amerikanischen Astronomen Lewis Swift entdeckt.